# Сушил, Франтишек
Франтишек Сушил (чеш. František Sušil; 14 июня 1804, Роусинов, Моравская марка, Австрийская империя — 31 мая 1868, Бистршице-под-Гостинем, Австро-Венгрия) — австрийский богослов, римско-католический священник, моравский педагог, лингвист, этнограф, музыковед

, поэт, переводчик, фольклорист, собиратель народных песен. Участник чешского национального возрождения. Его считают пионером моравской этномузыкологии.

## Биография
Чешского происхождения. Сын трактирщика. С 1821 года учился в Философском институте в Брно.
В студенческие года занялся изучением классических и современных языков, познакомили с литературой.
В 1827 году был рукоположён в священники, служил капелланом. В 1837 году назначен профессором курса Нового Завета в Богословском институте в Брно, где проработал до самой смерти.
Был инициатором основания в Моравии в 1850 году общества «Наследие Святых Кирилла и Мефодия». Первым высказал идею о том, что Кирилл и Мефодий являются святыми как католической, так и православной части света, что даёт возможность объединения людей и открывает путь к познанию сущности православного востока, до той поры незаслуженно обойдённого вниманием.
Издал сборник народных моравских баллад из почти 2400 народных песен под названием «Моравские национальные песни с мелодиями, включёнными в тексты» (1860). Мелодии Сушила из сборника  использовали композиторы  Антонин Дворжак, Леош Яначек, Витезслав Новак и Богуслав Мартину.
Переводил классиков и сам писал стихи. Опубликовал переводы церковных гимнов, латинских поэтов (Овидий, Катулл, Секст Проперций), сочинений апостольских отцов, «Иудейской войны» Иосифа Флавия и перевод Нового Завета с греческого.
В 1863 году был награждён российским орденом Св. Анны, в 1865 году получил почётную докторскую степень Венского университета.
Его преемником был Франтишек Бартош.